# 소나티네 (영화)
《소나티네》(ソナチネ)는 1993년 6월 5일에 개봉된 일본 영화이다. 기타노 다케시의 네 번째 감독 영화이며, 쇼치쿠가 배급을 맡았다. - 영화리뷰(해당사이트 로그인 필요)

## 개요
이 작품은 첫 작품 《그 남자, 흉폭하다》에서부터 현재까지 보여준 갑작스런 폭력 장면과, 두번 째 작품 《3-4X10월》로 시작하는 오키나와의 장면을 볼 수 있으며, 프로듀서 오쿠야마의 《그 남자, 흉폭하다》의 속편으로도 볼 수 있다는 것으로도, 초기 기타노 작품을 집대성한 요소를 가진 작품이다.
이후 《하나비》에선 멜로 드라마의 요소가, 또 《브라더》에서는 엔터테인먼트의 요소가 포함되는 것에 비해, 조용하고 광기적인 분위기가 전체를 지배하는 순수 폭력 영화로, 기타노 영화의 〈폭력〉을추구하는 팬들에게 높게 평가되고 있다.
영화제 〈제10회 도쿄 필맥스〉에서 기타노는 자신이 가장 마음이 깊이 담긴 작품으로 《소나티네》를 꼽았으며, 〈내 마지막 작품이라고 생각하고, 좋아하는 걸 찍어서 만들자고 제작시에 생각했다.〉고 말했다.
전작 《그 여름 가장 조용한 바다》에 이어 음악가 히사이시 조가 참여했다. 히사이시가 담당한 음악에 오키나와 민요를 샘플링한 방법이 사용됐으며, 제17회 일본 아카데미상 최우수 음악상을 받았다.
캐치프레이즈는 〈흉폭한 남자, 여기에 잠들다.〉

## 줄거리
보스의 명령으로 오키나와에 가게 된 무라카와와 기타지마 조직원들. 그들은 자신들이 위험에 처한걸 알게 되지만, 그런 상황에서 무라카와만은 도시 생활을 잊고 웃고 돌아다니며 지낸다.

## 출연진
- 무라카와 - 비트 다케시
- 미유키 - 고쿠마이 아야
- 우에치 - 와타나베 데쓰
- 료지 - 가쓰무라 마사노부
- 겐 - 데라지마 스스무
- 가타기리 - 오스기 렌
- 기타지마 - 즈시 돈보
- 다카하시 - 야지마 겐이치
- 킬러 - 미나카타 에이지
- 쓰다 - 쓰다 간지
- 강간범 - 간다 로무

## 제작진
- 감독, 각본, 편집 - 기타노 다케시
- 제작 - 오쿠야마 가즈요시
- 프로듀서 - 모리 마사유키
- 촬영 - 야나기지마 가쓰미
- 촬영조수 - 야마모토 히데오
- 음악감독 - 히사이시 조
- 기획협력 - 오피스 기타노
- 제작사 - 반다이 비주얼, 쇼치쿠 다이이치 쿄코

## 수상
- 코냑 국제 영화제 비평가상
- BBC 21세기에 보고싶은 영화 100편
- 제67회 키네마 준보 베스트 10 일본 영화 제4위
- 제15회 요코하마 영화제 일본 영화 베스트 10 제3위